# Sadeck
Sadeck est un village du Cameroun de la commune de Mayo-Baléo situé dans la région de l'Adamaoua et le département du Faro-et-Déo, à proximité de la frontière avec le Nigeria.

## Population
Lors du recensement de 2005, le village comptait 306 personnes, 144 de sexe masculin et 162 de sexe féminin.

## Agriculture et élevage du bétail
La grande majorité des villageois vivent de l'agriculture et de l'élevage du bétail. On y cultive, entre autres, des avocatiers sur une superficie de 24 hectares.
Sadeck contient également un marché à bétail qui permet de commercialiser les produits issus de l'élevage. À ce sujet, deux facteurs principaux déterminent la conjoncture agricole au niveau de l'offre et la demande : la présence des acheteurs du Nigeria et le départ des animaux en transhumance pendant la période sèche.